# Лилегерд, Линнеа
Линнеа Виктория Лилегерд (швед. Linnea Viktoria Liljegard; род. 8 декабря 1988, Арвика-Эстра, Вермланд) — бывшая шведская футболистка, игравшая за женскую сборную Швеции, а также за профессиональные клубы Швеции, Норвегии и России.

## Клубная карьера
Линнеа Лилегерд росла в местечке Воргорда, а свою футбольную карьеру начинала в клубе «Скогсбюгденс ИФ». После трёх лет выступлений за «Фальчёпинг» она перешла в команду «Коппарбергс/Гётеборг» в 2008 году. В 2009 году Лилегерд стала лучшим бомбардиром Дамаллсвенскана, забив за сезон 22 гола. Она отказалась от предложений клуба американской Женской профессиональной футбольной лиги (WPS) «Скай Блю», а также действующего чемпиона Швеции «Линчёпинга», предпочтя остаться в Гётеборге.
В сентябре 2012 года «Коппарбергс/Гётеборг» принял предложение по Лилегард от российского клуба «Россиянка», в который шведская футболистка и перешла. В январе 2013 года она отказалась от своего контракта и вернулась в Швецию для проведения операции, касающейся её травмы стопы. После выздоровления Лилегерд подписала контракт с норвежским клубом «Авалдснес».
Она вернулась в Швецию в августе 2013 года, став футболисткой клуба «Кристианстад». Лилегерд объявила о своём уходе из футбола в ноябре 2014 года в возрасте 25 лет, чтобы сосредоточиться на тренерской работе в команде Второго дивизиона «Бергдаленс ИК». Она утратила свою мотивацию продолжать играть, но не исключала, что вернётся.

## Карьера в сборной
Линнеа Лилегерд представляла Швецию на всех молодёжных уровнях, а затем дебютировала за главную сборную Швеции в товарищеском матче с Норвегией в январе 2009 года, завершившемся победой её команды со счётом 5:1. Впоследствии она была включена в состав сборной Швеции на чемпионат Европы 2009 года.
Несмотря на хорошую форму, показываемую её в чемпионате Швеции, в июне 2011 года Лилегерд не была включена в состав сборной Швеции на чемпионат мира в Германии.